# Marele Premiu al Italiei din 2019
Marele Premiu al Italiei din 2019 (cunoscut oficial ca Formula 1 Gran Premio Heineken d'Italia 2019) a fost o cursă auto de Formula 1 ce s-a desfășurat pe 8 septembrie 2019 pe Circuitul Monza din Monza, Italia. Cursa a fost cea de-a paisprezecea etapă a Campionatului Mondial de Formula 1 din 2019, fiind pentru a optzeci și noua oară când s-a desfășurat o etapă de Formula 1 în Italia.

## Pneuri

### Pneurile programate de Pirelli pentru cursă
| Numele compusului | Culoare | Culoare | Condițiile meteo | Aderență | Durabilitate |
| ----------------- | ------- | ------- | ---------------- | -------- | ------------ |
| Dur C2            | H       |         | Uscat            | Mică     | Mare         |
| Mediu C3          | M       |         | Uscat            | Medie    | Medie        |
| Moale C4          | S       |         | Uscat            | Mare     | Mică         |
| Intermediar       | I       |         | Ploaie ușoară    |          |              |
| Ploaie            | W       |         | Ploaie           |          |              |

### Cele mai folosite pneuri
| Numele compusului | Culoare | Culoare | Numărul de tururi | Condițiile meteo |
| ----------------- | ------- | ------- | ----------------- | ---------------- |
| Dur C2            | H       |         | 35 (Vettel)       | Uscat            |
| Mediu C3          | M       |         | 31 (Giovinazzi)   | Uscat            |
| Moale C4          | S       |         | 30 (Ricciardo)    | Uscat            |

## Calificări
Calificările au avut loc pe 7 septembrie 2019, începând cu ora locală 15:00 (CEST), ora 16:00 EEST.
| Poz.                  | Nr. | Pilot              | Constructor               | Timpi calificări | Timpi calificări | Timpi calificări | Grila finală |
| Poz.                  | Nr. | Pilot              | Constructor               | Q1               | Q2               | Q3               | Grila finală |
| --------------------- | --- | ------------------ | ------------------------- | ---------------- | ---------------- | ---------------- | ------------ |
| 1                     | 16  | Charles Leclerc    | Ferrari                   | 1:20,126         | 1:19,553         | 1:19,307         | 1            |
| 2                     | 44  | Lewis Hamilton     | Mercedes                  | 1:20,272         | 1:19,464         | 1:19,346         | 2            |
| 3                     | 77  | Valtteri Bottas    | Mercedes                  | 1:20,156         | 1:20,018         | 1:19,354         | 3            |
| 4                     | 5   | Sebastian Vettel   | Ferrari                   | 1:20,378         | 1:19,715         | 1:19,457         | 4            |
| 5                     | 3   | Daniel Ricciardo   | Renault                   | 1:20,374         | 1:19,833         | 1:19,839         | 5            |
| 6                     | 27  | Nico Hülkenberg    | Renault                   | 1:20,155         | 1:20,275         | 1:20,049         | 6            |
| 7                     | 55  | Carlos Sainz Jr.   | McLaren-Renault           | 1:20,413         | 1:20,202         | 1:20,455         | 7            |
| 8                     | 23  | Alexander Albon    | Red Bull Racing-Honda     | 1:20,382         | 1:20,021         | Fără timp        | 8            |
| 9                     | 18  | Lance Stroll       | Racing Point-BWT Mercedes | 1:20,643         | 1:20,498         | Fără timp        | 9            |
| 10                    | 7   | Kimi Räikkönen     | Alfa Romeo Racing-Ferrari | 1:20,634         | 1:20,515         | Fără timp        | 20           |
| 11                    | 99  | Antonio Giovinazzi | Alfa Romeo Racing-Ferrari | 1:20,657         | 1:20,517         | N/A              | 10           |
| 12                    | 20  | Kevin Magnussen    | Haas-Ferrari              | 1:20,616         | 1:20,615         | N/A              | 11           |
| 13                    | 26  | Daniil Kveat       | Scuderia Toro Rosso-Honda | 1:20,723         | 1:20,630         | N/A              | 12           |
| 14                    | 4   | Lando Norris       | McLaren-Renault           | 1:20,646         | 1:21,068         | N/A              | 16           |
| 15                    | 10  | Pierre Gasly       | Scuderia Toro Rosso-Honda | 1:20,508         | 1:21,125         | N/A              | 17           |
| 16                    | 8   | Romain Grosjean    | Haas-Ferrari              | 1:20,784         | N/A              | N/A              | 13           |
| 17                    | 11  | Sergio Pérez       | Racing Point-BWT Mercedes | 1:21,291         | N/A              | N/A              | 18           |
| 18                    | 63  | George Russell     | Williams-Mercedes         | 1:22,356         | N/A              | N/A              | 14           |
| 19                    | 88  | Robert Kubica      | Williams-Mercedes         | 1:47,548         | N/A              | N/A              | 15           |
| Regula 107%: 1:25,734 |     |                    |                           |                  |                  |                  |              |
| —                     | 33  | Max Verstappen     | Red Bull Racing-Honda     | Fără timp        | N/A              | N/A              | 19           |
| Sursa:                |     |                    |                           |                  |                  |                  |              |

Note
- ^1 – Räikkönen trebuie să pornească de la linia boxelor pentru efectuarea modificărilor la mașină sub restricția Parc Ferme.
- ^2 – Verstappen, Norris, Gasly și Pérez trebuie să plece de pe ultima poziție de pe grila de start pentru schimbarea elementelor unității de putere.

## Cursa
Cursa a avut loc pe 8 septembrie 2019, începând cu ora locală 15:00 (CEST), ora 16:00 EEST, și a durat 56 de tururi.
| Poz.                                            | Nr. | Pilot              | Constructor               | Tururi | Timp/Retras      | Puncte |
| ----------------------------------------------- | --- | ------------------ | ------------------------- | ------ | ---------------- | ------ |
| 1                                               | 16  | Charles Leclerc    | Ferrari                   | 53     | 1:15:26,665      | 25     |
| 2                                               | 77  | Valtteri Bottas    | Mercedes                  | 53     | +0,835s          | 18     |
| 3                                               | 44  | Lewis Hamilton     | Mercedes                  | 53     | +35,199s         | 15+1   |
| 4                                               | 3   | Daniel Ricciardo   | Renault                   | 53     | +45,515s         | 12     |
| 5                                               | 27  | Nico Hülkenberg    | Renault                   | 53     | +58,165s         | 10     |
| 6                                               | 23  | Alexander Albon    | Red Bull Racing-Honda     | 53     | +59,315s         | 8      |
| 7                                               | 11  | Sergio Pérez       | Racing Point-BWT Mercedes | 53     | +73,802s         | 6      |
| 8                                               | 33  | Max Verstappen     | Red Bull Racing-Honda     | 53     | +74,492s         | 4      |
| 9                                               | 99  | Antonio Giovinazzi | Alfa Romeo Racing-Ferrari | 52     | +1 tur           | 2      |
| 10                                              | 4   | Lando Norris       | McLaren-Renault           | 52     | +1 tur           | 1      |
| 11                                              | 10  | Pierre Gasly       | Scuderia Toro Rosso-Honda | 52     | +1 tur           |        |
| 12                                              | 18  | Lance Stroll       | Racing Point-BWT Mercedes | 52     | +1 tur           |        |
| 13                                              | 5   | Sebastian Vettel   | Ferrari                   | 52     | +1 tur           |        |
| 14                                              | 63  | George Russell     | Williams-Mercedes         | 52     | +1 tur           |        |
| 15                                              | 7   | Kimi Räikkönen     | Alfa Romeo Racing-Ferrari | 52     | +1 tur           |        |
| 16                                              | 8   | Romain Grosjean    | Haas-Ferrari              | 52     | +1 tur           |        |
| 17                                              | 88  | Robert Kubica      | Williams-Mercedes         | 51     | +2 tururi        |        |
| Ab                                              | 20  | Kevin Magnussen    | Haas-Ferrari              | 43     | Hidraulice       |        |
| Ab                                              | 26  | Daniil Kveat       | Scuderia Toro Rosso-Honda | 29     | Scurgere de ulei |        |
| Ab                                              | 55  | Carlos Sainz Jr.   | McLaren-Renault           | 27     | Accident         |        |
| Lewis Hamilton (Mercedes) – 1:21,779 (turul 51) |     |                    |                           |        |                  |        |
| Sursa:                                          |     |                    |                           |        |                  |        |

| Loc    | 1  | 2  | 3  | 4  | 5  | 6 | 7 | 8 | 9 | 10 | CMRT |
| Puncte | 25 | 18 | 15 | 12 | 10 | 8 | 6 | 4 | 2 | 1  | 1    |

## Clasamentele campionatelor după cursă
|   | Poz. | Pilot            | Puncte |
| - | ---- | ---------------- | ------ |
|   | 1    | Lewis Hamilton   | 284    |
|   | 2    | Valtteri Bottas  | 221    |
|   | 3    | Max Verstappen   | 185    |
| 1 | 4    | Charles Leclerc  | 182    |
| 1 | 5    | Sebastian Vettel | 169    |

|   | Poz. | Constructor           | Puncte |
| - | ---- | --------------------- | ------ |
|   | 1    | Mercedes              | 505    |
|   | 2    | Ferrari               | 351    |
|   | 3    | Red Bull Racing-Honda | 266    |
|   | 4    | McLaren-Renault       | 83     |
| 1 | 5    | Renault               | 65     |

- Notă: În ambele clasamente sunt prezentate doar primele cinci locuri.